# United States Army Command and General Staff College
Het Army Command and General Staff College (C&GSC) is een militaire school in de VS. Het ligt in Fort Leavenworth, in Kansas. Het is een stafschool voor militaire commandanten in de VS. Het succesvol afstuderen aan deze school is een vereiste om bijvoorbeeld te mogen beginnen aan het Army War College. De school is gesticht in 1881 als een opleidingsschool voor infanterie en cavelerie.
Het college is verbeterd naarmate de professionalisering in het Amerikaanse leger hoge vluchten nam. Het heeft zijn huidige vorm en opleiding sinds de oorlog in Vietnam.